# Nouveaux contes de la folie ordinaire
Nouveaux contes de la folie ordinaire (titre original: Erections, Ejaculations, Exhibitions and General Tales of Ordinary Madness) est un recueil de 44 nouvelles écrites par Charles Bukowski.
Le livre a été publié pour la première fois  en 1972 par City Lights Publishers.

## Liste des nouvelles (édition française Grasset)
- La sirène baiseuse de Venice, Californie
- Le meurtre de Ramon Vasquez
- Un dollar et vingt cents
- Quartier des agités à l'est d'Hollywood
- Dix branlettes
- Ma maman gros-cul
- Au viol ! Au viol !
- Les rues noires de la folie
- Une ville satanique
- Bière, poètes et baratin
- Une charmante histoire d'amour
- Le débutant
- Panne de batterie
- Un homme très populaire
- À prendre ou à laisser
- Mauvais trip
- Croix gammée
- Les vingt-cinq clochards
- Est-ce un métier d'écrire ?
- Le monstre
- Vie et mort des pauvres à l'hosto
- Retrouvailles
- Pourquoi il y a du poil sur les noix de coco ?
- La machine à essorer les tripes
- Un petit bout de conversation
- Du ring aux abattoirs
- Un tuyau qui vaut son pesant de crottin
- La grande défonce
- La barbe blanche
- Notes sur la peste
- Trop sensible
- Il pleut des femmes
- Les grands écrivains
- Des yeux comme le ciel
- Au revoir Watson
- Violet comme un iris
- Les grands poètes meurent dans des marmites de merde
- Cheval de mon cœur
- Un copain de biture
- Pochard ou poète
- Pour Walter Lowenfels
- Cul et Kant, et le bonheur chez soi
- Encore une histoire de chevaux
- La couverture